# Der Brutalist
Der Brutalist (englischsprachiger Originaltitel The Brutalist) ist ein Filmdrama von Brady Corbet. Der Film erzählt von dem in Österreich-Ungarn in einem Fischerdorf an der Adria geborenen, fiktiven Architekten László Tóth, gespielt von Adrien Brody, der nach dem Zweiten Weltkrieg, zuerst ohne seine Ehefrau, gespielt von Felicity Jones, in die USA auswandert. Der Film ist eine britisch-amerikanisch-ungarische Koproduktion und feierte Anfang September 2024 bei den Internationalen Filmfestspielen von Venedig seine Premiere. Dort wurde er im Wettbewerb um den Goldenen Löwen gezeigt und mehrfach ausgezeichnet, unter anderem Corbet mit dem Silbernen Löwen für die Regie. Der Kinostart in den USA war im Dezember 2024. In Deutschland, der Deutschschweiz und in Österreich erfolgte dieser Ende Januar 2025. Bei den Golden Globe Awards 2025 wurde das Werk mit drei Preisen ausgezeichnet (Bestes Filmdrama, Beste Regie, Bester Hauptdarsteller – Drama). Im Rahmen der Oscarverleihung 2025 am 3. März 2025 wurde Der Brutalist  als bester Film nominiert.

## Handlung
Der in Ungarn geborene, jüdische Architekt László Tóth, der im Dessauer Bauhaus ausgebildet wurde, hat den Holocaust überlebt und wandert nach dem Ende des Zweiten Weltkriegs in die USA aus, um den „amerikanischen Traum“ zu verwirklichen. Es ist das Jahr 1947, als er am Hafen von Ellis Island das Schiff verlässt. Seine Ehefrau Erzsébet und seine Nichte Zsófia musste er in Europa zurücklassen. Er kommt bei seinem Cousin Attila in Pennsylvania unter, der dort ein eigenes Möbelgeschäft hat. Attila hat den christlichen Glauben angenommen und sich einen neuen Namen gegeben. Den hinteren Teil seines Ladens überlässt er László, der fortan für seinen Cousin arbeitet.
Anfänglich ist es in dem fremden Land nicht leicht für László. Er muss zunächst Armut und Erniedrigungen erdulden. Als Harry Lee, der Sohn des örtlichen Tycoons Harrison Lee Van Buren, den schäbigen alten Lesesaal seines Vaters in eine hochmoderne Bibliothek umbauen lassen will und hierfür László beauftragt, und dieser eine mit Regalen entwirft, die von ausklappbaren Lamellen verdeckt werden, verkennt der Industrielle dessen Genie als Architekt. Er wirft László und Attila aus seinem Haus, der Sohn verweigert in der Folge die Bezahlung. Als auch noch Attilas eifersüchtige katholische Ehefrau Audrey László fälschlicherweise vorwirft, sie umworben zu haben, landet László auf der Straße. Er hält sich mit Hilfsarbeiten auf dem Bau über Wasser und kommt in einem christlichen Männerwohnheim unter. Beim Anstehen vor einer Obdachlosenküche lernt er seinen neuen besten Freund Gordon kennen.
Nach einiger Zeit taucht Harrison Lee Van Buren wieder auf. Die von László entworfene Bibliothek ist inzwischen im Magazin Look abgebildet und als Triumph des minimalistischen Designs bezeichnet worden. Harrison entschuldigt sich für sein Verhalten, bezahlt im Nachhinein für die Bibliothek und lädt László zu einem Empfang in seiner Villa ein. Bei diesem Anlass beauftragt er László, seiner geliebten Mutter zu Ehren ein Kulturzentrum zu entwerfen, bestehend aus einer Bibliothek, einer Sporthalle, einem Auditorium und einer Kapelle. Dieses soll auf einem Hügel in der Nähe seines Anwesens entstehen.
Harrisons Anwalt hilft László dabei, seine Frau Erzsébet und seine Nichte Zsófia in die Vereinigten Staaten nachkommen zu lassen. Aufgrund der Mangelernährung in einem Konzentrationslager leidet Erzsébet an Osteoporose und sitzt in einem Rollstuhl.
Das modernistische Denkmal wird das ehrgeizigste Projekt von Lászlós Karriere. Sein Perfektionismus, seine Alkohol- und Drogenprobleme und sein aufbrausendes Temperament machen das Projekt jedoch zu einer Tortur. Die protestantischen Einheimischen sind zudem misstrauisch gegenüber Tóth, da er Jude ist. Als ein Zug mit Material für den Bau entgleist und dabei zwei Zugbegleiter verletzt werden, bricht Harrison das Projekt ab. Später nimmt er es wieder auf und engagiert László erneut. Sie besuchen gemeinsam die Marmorsteinbrüche von Carrara, um den Marmor für den Altar auszusuchen.
Die Erzählung springt schließlich ins Jahr 1980: In Venedig wird Lászlós Lebenswerk retrospektiv auf der Architekturbiennale gewürdigt.

## Produktion

### Filmstab, Aufbau und Widmung

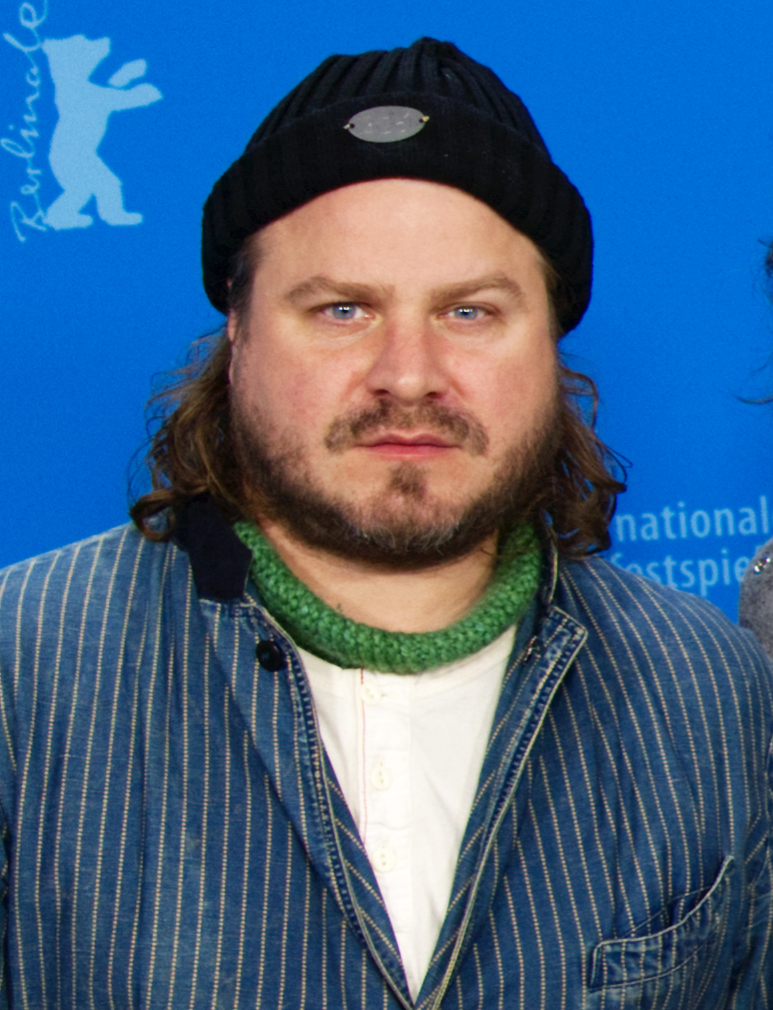
Regisseur Brady Corbet

Regie führte der US-Amerikaner Brady Corbet, der gemeinsam mit seiner Lebenspartnerin, der Norwegerin Mona Fastvold, auch das Drehbuch schrieb. Es handelt sich bei The Brutalist nach The Childhood of a Leader von 2015 und Vox Lux von 2018 um die dritte Regiearbeit des hauptsächlich als Schauspieler tätigen Corbet. Mit Fastvold arbeitete er bereits für Vox Lux zusammen und auch für die Fernsehserie Homemade.
Eine wichtige Inspirationsquelle sei das Buch Architecture in Uniform des im August 2023 verstorbenen Franzosen Jean-Louis Cohen gewesen, den Corbet auch kannte und bei dem er sich Rat geholt habe, so der Regisseur. Als er von ihm wissen wollte, ob er ihm ein Beispiel von jemandem geben könne, der im Sumpf des Zweiten Weltkriegs feststeckte und in der Lage war, sein Leben in Amerika erfolgreich neu aufzubauen, verneinte Cohen dies. „The Brutalist handelt von der physischen Manifestation des Traumas im 20. Jahrhundert“, so der Regisseur. Sein Film sei leider ein Fantasyfilm und all diesen Künstlern gewidmet, die ihre Visionen nie realisieren konnten. Die epische Biografie für seinen in die USA emigrierten Protagonisten ist frei erfunden. Die Figur László Tóth ist von verschiedenen berühmten Architekten inspiriert, unter anderem von Marcel Breuer, Ludwig Mies van der Rohe und Louis Kahn, die vor dem Zweiten Weltkrieg von Europa aus in die USA gingen. Der Name des Protagonisten leitet sich von dem in Ungarn geborenen, australischen Geologen László Tóth ab. Dieser ist dafür bekannt, dass er im Mai 1972 während der Feierlichkeiten zum Pfingstfest versuchte, im Petersdom Michelangelos Pietà mit einem Vorschlaghammer zu zerstören.
Der ungarische Filmeditor Dávid Jancsó, der 2015 bereits Corbets in Ungarn produziertes Regiedebüt The Childhood of a Leader geschnitten hatte, war zuletzt für Filme wie Pieces of a Woman von Kornél Mundruczó und Dev Patels Regiedebüt Monkey Man tätig. Auch Fastvold arbeitete bereits mit ihm zusammen.
Der Brutalist ist in zwei Kapitel aufgeteilt. Das erste reicht von 1947 bis 1953 und beginnt, als Laszló Tóth in den Vereinigten Staaten ankommt. Das zweite reicht von 1953 bis 1960 und beginnt, als Tóths Ehefrau Erzsébet und seine Nichte Zsófia ihm nach Amerika folgen. Die beiden Kapitel werden eingerahmt von einer kurzen „Ouvertüre“, die die Ankunft von Tóth in Amerika schildert, sowie einem kurzen „Epilog“, der nach einem Zeitsprung die internationale Anerkennung von Tóth durch eine Ausstellung bei der Architektur-Biennale in Venedig zeigt, welcher er als alter Mann im Rollstuhl beiwohnt.
Der Film ist dem 2019 verstorbenen Komponisten Scott Walker gewidmet, der die Musik für Corbets frühere Filme komponierte.

### Besetzung und Synchronisation

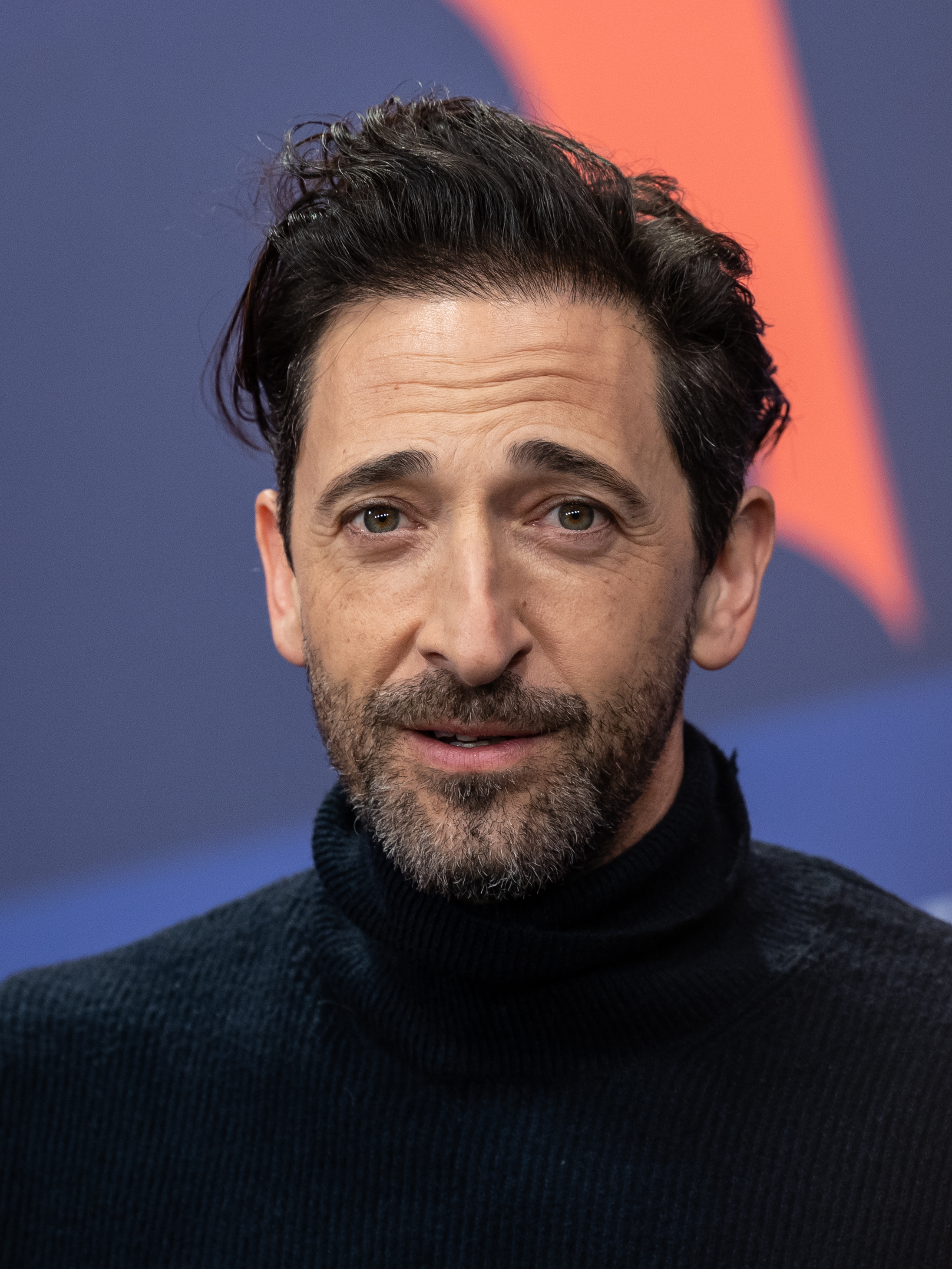
Adrien Brody spielt den in die USA emigrierten Architekten László Tóth

Der US-Amerikaner Adrien Brody, der bereits in dem Filmdrama Der Pianist von Roman Polański in der Titelrolle einen Holocaust-Überlebenden spielte und für seine Darstellung des polnischen Juden Władysław Szpilman 2003 den Oscar als Bester Hauptdarsteller erhielt, spielt in der Hauptrolle László Tóth. Zu Parallelen in seinem Leben mit der von ihm gespielten Figur erklärte Brody, seine Mutter Sylvia Plachy, die Fotografin ist, habe eine ähnliche Erfahrung gemacht. Auch sie ist eine ungarische Immigrantin, floh 1956 während der ungarischen Revolution, kam wie Laszló als Geflüchtete in die USA, um dort von vorne anzufangen, und setzte alles daran, ihren Traum zu verfolgen, Künstlerin zu sein. Die Britin Felicity Jones spielt seine Ehefrau Erzsébet Tóth. Guy Pearce spielt László Tóths Kunden Harrison Lee Van Buren. In weiteren Rollen sind Joe Alwyn als Harry Lee, Stacy Martin als dessen Zwillingsschwester Maggie, Alessandro Nivola als Lászlós Cousin Attila, Emma Laird als dessen Ehefrau Audrey und Jonathan Hyde zu sehen. Isaach De Bankolé spielt den jungen, schwarzen Vater Gordon, der Lászlós neuer bester Freund wird und für ihn arbeitet. Salvatore Sansone ist in der Rolle von Orazio zu sehen, einem alten Freund von László aus seiner Zeit vor dem Krieg. Die britische Nachwuchsschauspielerin Raffey Cassidy, die in der Rolle von Lászlós Nichte Zsófia zu sehen ist, spielte bereits in Corbets Vox Lux.
Die deutsche Synchronisation entstand nach einem Dialogbuch und der Dialogregie von Solveig Duda im Auftrag der FFS Film- & Fernseh-Synchron GmbH in Berlin. Markus Pfeiffer leiht in der deutschen Fassung Brody in der Rolle von László Tóth seine Stimme, Ilena Gwisdalla ihre Jones in der Rolle seiner Ehefrau Erzsébet und Amadeus Strobl und Philipp Moog ihre  Alwyn und Pearce in den Rollen von Harry Lee Van Buren Junior und seines Vaters.

### Szenenbild und Dreharbeiten
Das Szenenbild entwarf Judy Becker. Für ihre Arbeit an American Hustle von David O. Russell erhielt sie 2014 eine Oscar-Nominierung. Zwei Jahre später erhielt Becker für ihre Arbeit an Carol von Todd Haynes eine BAFTA-Nominierung.
Wegen der Coronavirus-Pandemie mussten die Dreharbeiten mehrere Male verschoben werden. Letztlich wurden sie Mitte März 2023 in Budapest begonnen, Ende April 2023 in die Stadt Carrara in der Toskana in Italien verlegt und Anfang Mai 2023 beendet. Insgesamt dauerten die Dreharbeiten 35 Tage. Als Kameramann fungiert der Brite Lol Crawley. Er drehte The Brutalist nahezu vollständig in VistaVision. Die Textur der Bilder und eine besondere Farbstimmung verliehen dem Film eine ans Kino der 1950er Jahre erinnernde Atmosphäre, so das Lexikon des internationalen Films.

### Einsatz Künstlicher Intelligenz
Die Stimmen der in Teilen Ungarisch sprechenden von Brody und Jones dargestellten Charaktere wurden mit Hilfe des Einsatzes Künstlicher Intelligenz in der Postproduktion verbessert. Dabei kam Software des ungarischen Unternehmens Respeecher zum Einsatz, um in den ungarischen Redeanteilen von Brody und Jones einzelne Laute zu korrigieren. Laut des für den Schnitt zuständigem Dávid Jancsó sei dies eine Ergänzung zu mehrmonatigem Dialekt-Coaching gewesen. Der Einsatz der KI sei erforderlich gewesen, um die Postproduktion im Zeitrahmen abschließen zu können.

### Filmmusik und Soundtrack-Album
Die Filmmusik komponierte der Brite Daniel Blumberg, der frühere Frontmann der Cajun Dance Party und ein ehemaliges Mitglied der Indie-Rockband Yuck. Der Avantgardemusiker setzte bei seiner Arbeit auf jazzige Bebop-Kadenzen und atonale Musique concrète im Stil von Scott Walker, der die Musik zu Corbets erstem Film geschrieben hatte. Er verwendete neben Hörnern und Klavier auch Blechbläser- und Schlagzeugklänge. Blumberg war zuvor für den Film The World to Come von Corbets Ehefrau Mona Fastvold aus dem Jahr 2020 tätig, die bei Der Brutalist als Koautorin fungierte. Das Soundtrack-Album mit insgesamt 32 Musikstücken wurde am 13. Dezember 2024 von Milan Records als Download veröffentlicht.

### Marketing und Veröffentlichung
Der Film feierte am 1. September 2024 bei den Internationalen Filmfestspielen von Venedig seine Premiere. Ebenfalls im September 2024 wurde er beim Toronto International Film Festival vorgestellt. Ende September, Anfang Oktober 2024 wurde Der Brutalist beim New York Film Festival gezeigt und hiernach beim Chicago International Film Festival, beim Austin Film Festival, beim Philadelphia Film Festival und beim Savannah Film Festival. Der erste Trailer wurde am 22. Oktober 2024 vorgestellt. Ende Oktober 2024 wurde der Film bei der Viennale gezeigt. In den USA sicherte sich A24 die Vertriebsrechte. Dort kam der Film am 20. Dezember 2024 in ausgewählte Kinos. Weltweit liegen die Vertriebsrechte bei Focus Features. Der Kinostart in Deutschland, der Deutschschweiz und in Österreich war am 30. Januar 2025.

## Rezeption

### Altersfreigabe
In Deutschland wurde der Film von der FSK ab 16 Jahren freigegeben. In der Freigabebegründung heißt es, die fiktive Biografie sei wuchtig und bildstark, mit detailliertem Zeit- und Lokalkolorit sowie mit differenziert gezeichneten, ambivalenten Figuren erzählt. Die Schrecken des Holocaust würden dabei lediglich angedeutet, doch explizite Darstellungen von Sexualität, auch in Verbindung mit Drogenmissbrauch sowie eine brutale Vergewaltigung seien eindrücklich bebildert und wirkstark inszeniert.

### Kritiken und Einspielergebnis
Von den bei Rotten Tomatoes aufgeführten Kritiken sind 93 Prozent positiv. Bei Metacritic erhielt der Film einen Metascore von 90 von 100 möglichen Punkten. Der Brutalist wurde dabei immer wieder als Meisterwerk beschrieben.
Marta Bałaga vom Online-Magazin Cineuropa schreibt in ihrer Kritik, Adrien Brody könne Historiendramen im Schlaf spielen, und hier liefere er mit einem ungarischen Akzent sprechend eine absolute Meisterleistung ab. Während Brady Corbets Film The Childhood of a Leader ein merkwürdiges Historiendrama gewesen sei, beschreibt sie The Brutalist als spannender und im Verlauf des Films immer interessanter, wenn man sich die Frage stellt, wer hier Opfer und wer der Unterdrücker ist. So fühle man sich bei The Brutalist an Citizen Kane von Orson Welles erinnert.

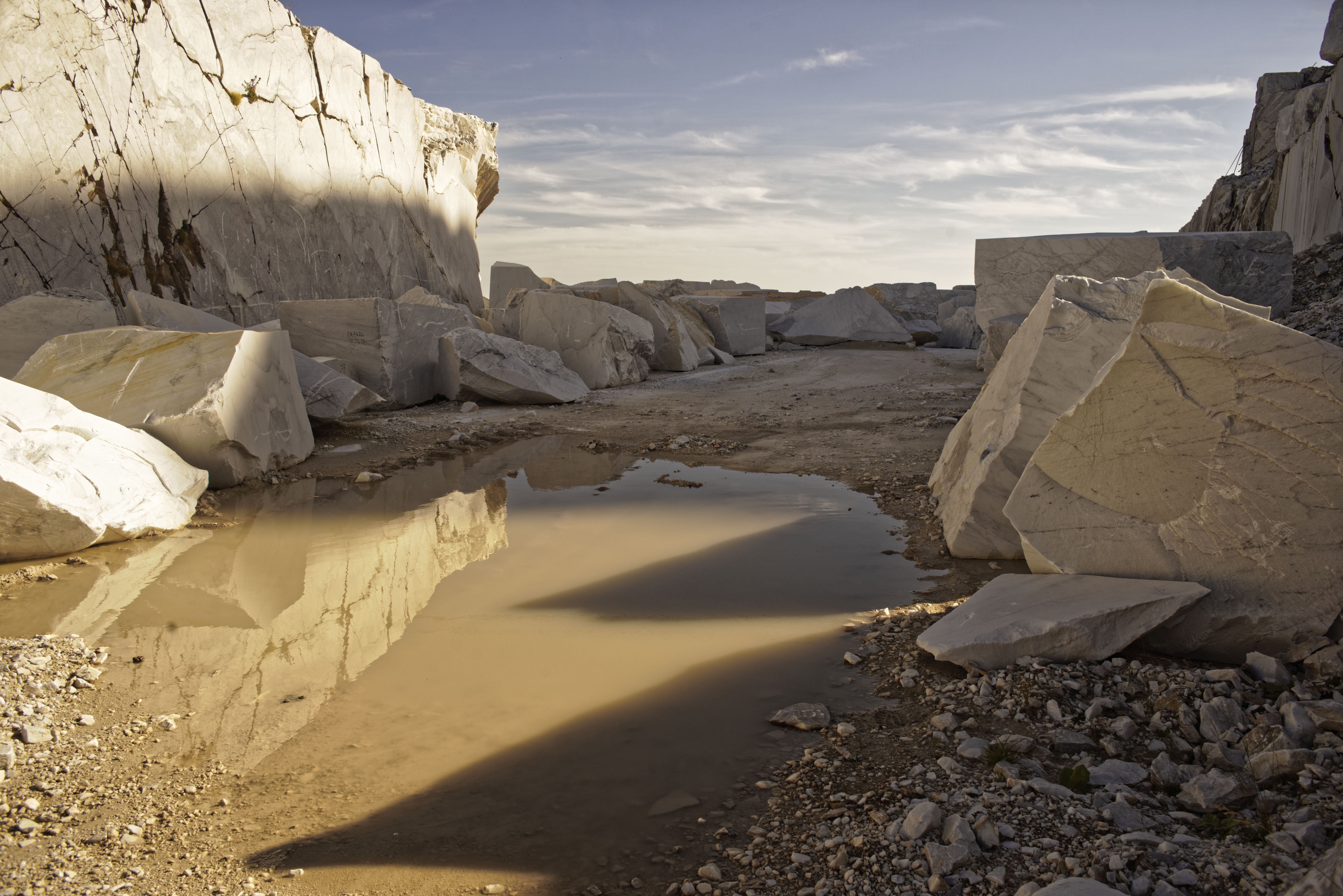
Spät im Film besuchen László Tóth und sein Auftraggeber Harrison Lee Van Buren die Marmorsteinbrüche von Carrara

Christoph Petersen schreibt in seiner Kritik für Filmstarts, was die pure Ambition angeht, stelle Corbet inzwischen selbst solche Regisseure wie Christopher Nolan oder Paul Thomas Anderson in den Schatten, die auch schon für ihre formale Experimentierfreude und Kompromisslosigkeit berühmt-berüchtigt seien. Das in The Brutalist verwendete VistaVision-Format sei keine selbstverliebte Schnapsidee eines Hollywood-Technik-Nerds, der einfach nur auf den „retro“-Trend aufspringen will. Vielmehr lasse Brady Corbet eine vergangene Ära auf der Leinwand tatsächlich wieder auferstehen. Zwar werde The Brutalist auch in digitalen Projektionen mit Sicherheit zu den am besten aussehenden Filmen des Jahrzehnts zählen, doch die Farben, die Körnigkeit, das Spiel mit Licht und Schatten, mit Schärfen und Unschärfen, einfach die pure haptische Qualität werde sich niemals perfekt in Einsen und Nullen übertragen lassen. Vielleicht gehörten gerade deshalb die Kamerafahrten entlang von Materialien, sei es der Marmor eines Steinbruchs in Italien oder der Beton von Lászlós multifunktionalem Opus Magnum zu den herausstechenden Einstellungen des Films, so Petersen.
Yannick Suter erklärt in seiner Kritik für outnow.ch, der Film drehe sich nicht nur um die titelgebende Baukunst, Corbets Epos berühre auch Themen, die irgendwo zwischen den Welten von Once Upon a Time in America und There Will Be Blood liegen, so Einwanderung, Religion, Sucht, Hoffnung, die Suche nach dem amerikanischen Traum, den Konflikt zwischen Arm und Reich und die Spannung zwischen Kunst und Geld. The Brutalist sei ein zum Monument errichtetes Filmerlebnis, hervorragend inszeniert und musikalisch großartig untermalt. Corbets stärkste Säulen seien seine Darstellerinnen und Darsteller. Was vor allem Adrien Brody, Felicity Jones, Guy Pearce und Joe Alwyn auf die Leinwand zaubern, sei schlicht phänomenal.
Aus dem IndieWire Critics Poll 2024 ging Der Brutalist als Zweitplatzierter unter den besten Filmen des Jahres hervor, Crawley für seine Kameraarbeit und Adrien Brody unter den besten Darstellern ebenso jeweils als Zweitplatzierte, Corbet für seine Regie als Erstplatzierter und das Drehbuch als Drittplatzierter.
Die Deutsche Film- und Medienbewertung hat den Film mit dem Prädikat „besonders wertvoll“ ausgezeichnet. Im Film „werden Themen wie Kunst gegen Kapitalismus, Immigration und Antisemitismus, Geschlechterkampf und Architekturgeschichte verhandelt und all das wird so meisterhaft in die Erzählung des Films eingearbeitet, dass er nie überladen oder prätentiös wirkt“, so die Jury in ihrer Begründung.
Die weltweiten Einnahmen des Films aus Kinovorführungen belaufen sich auf 50,4 Millionen US-Dollar. In Deutschland gelangte Der Brutalist nach seinem Start auf den ersten Rang der Arthouse-Charts. Insgesamt verzeichnet der Film hier 203.199 Besucher.

### Kontroverse um den Einsatz Künstlicher Intelligenz
Im Vorfeld der Oscarverleihung 2025 wurde der Einsatz Künstlicher Intelligenz in der Postproduktion der nominierten Filme Der Brutalist und Emilia Pérez bekannt, was eine Kontroverse auslöste. Die für die Oscarverleihung zuständige Academy of Motion Picture Arts and Sciences prüfte daraufhin, ob die bisherige freiwillige Angabe über den Einsatz Künstlicher Intelligenz verpflichtend werden solle. Der Fall führte in Teilen der Filmindustrie zur Sorge, dass durch den erhöhten Technikeinsatz bestimmte Gewerke überflüssig werden könnten.

### Einsatz im Unterricht
Das Onlineportal kinofenster.de empfiehlt den Film ab der 11. Klasse für die Unterrichtsfächer Kunst, Englisch, Deutsch, Geschichte und Ethik und bietet Materialien zum Film für den Unterricht. Dort schreibt Christian Horn, die aufwendige Ästhetik korrespondiere inhaltlich mit der Monumentalität von László Toths Bauprojekt und erzählerisch mit der nicht minder groß gedachten Künstlerbiografie in Überlänge. Auch wenn László Toth eine frei erfundene, von den Lebensläufen diverser Künstler inspirierte Figur ist, wirke Der Brutalist wie ein Biopic zu einer realen Person. Durch die historisch geerdete Fiktionalisierung erlange Corbets Film eine Allgemeingültigkeit, die sich zu einer Bestandsaufnahme des Zeitgeists in der Mitte des 20. Jahrhunderts auftürmt. Mal habe der konzentriert erzählte und akribisch ausgestattete Film als Zeitpanorama große Linien im Blick, mal verdichte er sich zum nahen Charakterstück voller Abgründe.

### Auszeichnungen
Der Film war bei der Oscarverleihung 2025 für insgesamt zehn Oscars nominiert und gewann in den Kategorien Bester Hauptdarsteller (Adrien Brody), Beste Kamera und Beste Filmmusik. Er erhielt drei Golden Globe Awards als bestes Filmdrama, für die beste Regie und für die Leistung von Hauptdarsteller Adrien Brody. Im Folgenden eine Auswahl von Auszeichnungen und Nominierungen.
AACTA International Awards 2025
- Nominierung als Bester Film

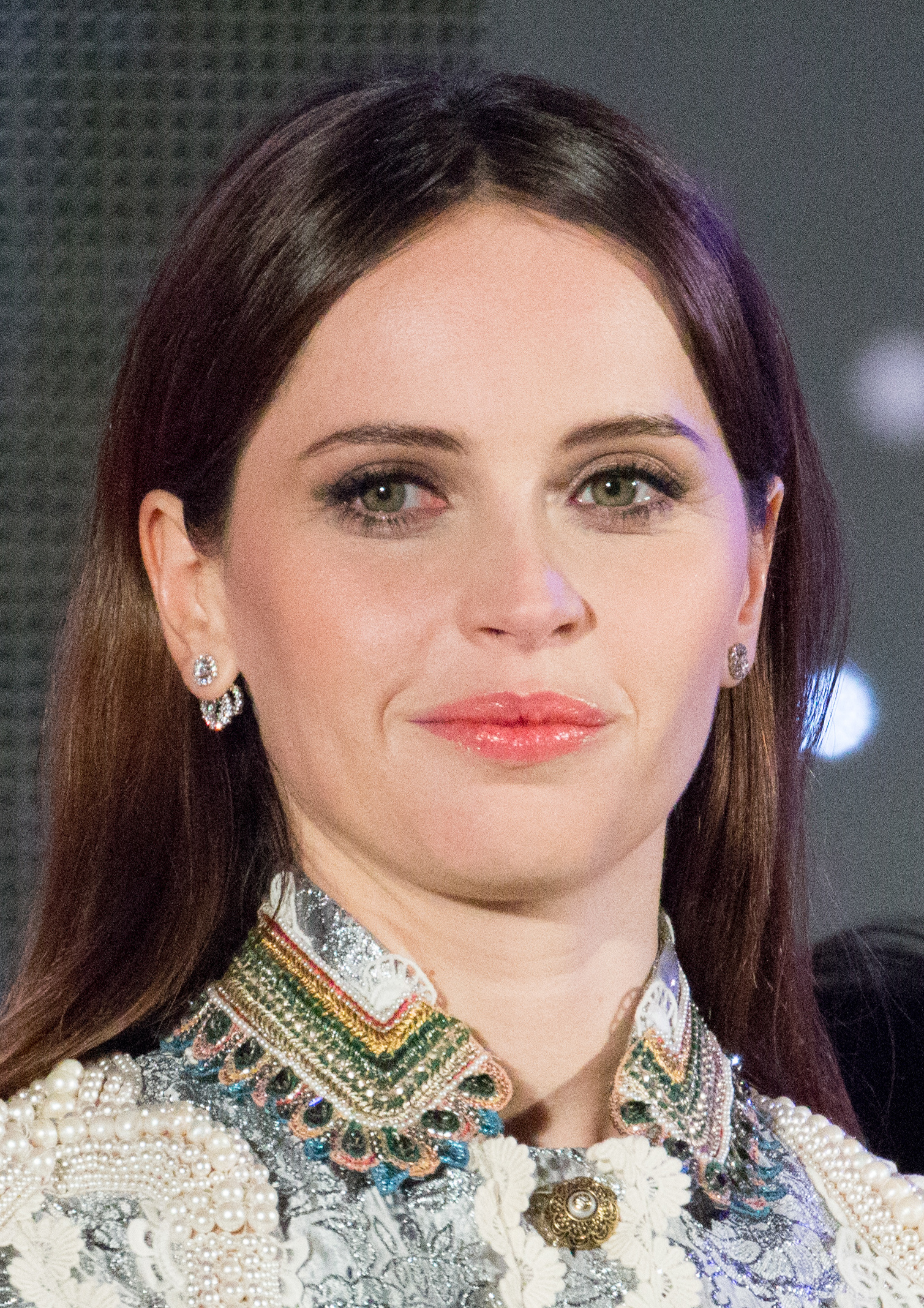
Felicity Jones spielt László Tóths Ehefrau Erzsébet

- Nominierung für die Beste Regie (Brady Corbet)
- Nominierung für das Beste Drehbuch (Brady Corbet und Mona Fastvold)
- Nominierung als Bester Hauptdarsteller (Adrien Brody)
- Auszeichnung als Bester Nebendarsteller (Guy Pearce)
- Nominierung als Beste Nebendarstellerin (Felicity Jones)

AFI Awards 2024
- Aufnahme in die 10 Filme des Jahres[47]

American Society of Cinematographers Awards 2025
- Nominierung für die Beste Kamera (Lol Crawley)[48]

Art Directors Guild Awards 2025
- Nominierung für das Beste Szenenbild in einem Historienfilm (Judy Becker)[49]

British Academy Film Awards 2025
- Nominierung als Bester Film
- Auszeichnung für die Beste Regie (Brady Corbet)
- Nominierung für das Beste Drehbuch (Brady Corbet und Mona Fastvold)
- Auszeichnung als Bester Hauptdarsteller (Adrien Brody)
- Nominierung als Bester Nebendarsteller (Guy Pearce)
- Nominierung als Beste Nebendarstellerin (Felicity Jones)
- Auszeichnung für die Beste Filmmusik (Daniel Blumberg)
- Auszeichnung für die Beste Kamera (Lol Crawley)
- Nominierung für das Beste Szenenbild (Judy Becker und Patricia Cuccia)

British Society of Cinematographers Awards 2025
- Auszeichnung für die Beste Kamera – Spielfilm (Lol Crawley)[50]

Camerimage 2024
- Nominierung als Bester Film für den Goldenen Frosch
- Auszeichnung für die Beste Kamera mit dem Silbernen Frosch (Lol Crawley)[51][52]

Critics’ Choice Movie Awards 2025
- Nominierung als Bester Film
- Nominierung für die Beste Regie (Brady Corbet)
- Nominierung für das Beste Drehbuch (Brady Corbet und Mona Fastvold)
- Auszeichnung als Bester Hauptdarsteller (Adrien Brody)
- Nominierung als Bester Nebendarsteller (Guy Pearce)
- Nominierung für die Beste Kamera (Lol Crawley)
- Nominierung für die Beste Filmmusik (Daniel Blumberg)
- Nominierung für den Besten Schnitt (David Jancso)
- Nominierung für das Beste Szenenbild (Judy Becker und Patricia Cuccia)

Directors Guild of America Awards 2025
- Nominierung für die Beste Spielfilmregie (Brady Corbet)[53]

Golden Globe Awards 2025
- Auszeichnung als Bester Film – Drama
- Auszeichnung für die Beste Regie (Brady Corbet)
- Nominierung für das Beste Drehbuch (Brady Corbet und Mona Fastvold)
- Auszeichnung als Bester Hauptdarsteller – Drama (Adrien Brody)
- Nominierung als Bester Nebendarsteller (Guy Pearce)
- Nominierung als Beste Nebendarstellerin (Felicity Jones)
- Nominierung für die Beste Filmmusik (Daniel Blumberg)

Gotham Awards 2024
- Nominierung für den Darstellerpreis (Adrien Brody)
- Nominierung für die Beste Nebenrolle (Guy Pearce)[54]

Independent Spirit Awards 2025
- Nominierung für die Beste Regie (Brady Corbet)[55]

Internationale Filmfestspiele von Venedig 2024
- Nominierung im Wettbewerb um den Goldenen Löwen
- Auszeichnung mit dem Silberner Löwe für die Beste Regie (Brady Corbet)
- Auszeichnung mit dem FIPRESCI-Preis (Brady Corbet)
- Auszeichnung mit dem UNIMED Award (Brady Corbet)
- Auszeichnung mit dem Arca CinemaGiovani Award (Brady Corbet)
- Auszeichnung mit dem Premio CinemaSarà (Brady Corbet)[56]

London Critics’ Circle Film Awards 2025
- Auszeichnung als Bester Film
- Nominierung für die Beste Regie (Brady Corbet)
- Nominierung für das Beste Drehbuch (Brady Corbet und Mona Fastvold)
- Nominierung als Bester Hauptdarsteller (Adrien Brody)
- Nominierung als Bester Nebendarsteller (Guy Pearce)
- Nominierung in der Kategorie Young British/Irish Performer of the Year (Raffey Cassidy)
- Nominierung für eine Besondere technische Leistung (Judy Becker für das Szenenbild)[57][58]

Los Angeles Film Critics Association Awards 2024
- Auszeichnung für das Beste Szenenbild (Judy Becker)[59]

National Society of Film Critics Awards 2025
- Runner-Up Bester Hauptdarsteller (Adrien Brody)
- Runner-Up Bester Nebendarsteller (Guy Pearce)
- Runner-Up Beste Kamera (Lol Crawley)[60]

New York Film Critics Circle Awards 2024
- Auszeichnung als Bester Film
- Auszeichnung als Bester Hauptdarsteller (Adrien Brody)[61]

New York Film Festival 2024
- Auszeichnung als Bester Schauspieler (Adrien Brody)[62]

Online Film Critics Society Awards 2025
- Nominierung als Bester Film
- Nominierung für die Beste Regie (Brady Corbet)
- Nominierung für das Beste Drehbuch
- Nominierung für die Beste Kamera
- Nominierung für die Beste Filmmusik
- Nominierung als Bester Hauptdarsteller (Adrien Brody)
- Nominierung als Bester Nebendarsteller (Guy Pearce)
- Nominierung für das Beste Szenenbild[63]

Oscarverleihung 2025
- Nominierung als Bester Film
- Nominierung für die Beste Regie (Brady Corbet)
- Nominierung für das Beste Drehbuch (Brady Corbet und Mona Fastvold)
- Auszeichnung für Bester Hauptdarsteller (Adrien Brody)
- Nominierung als Bester Nebendarsteller (Guy Pearce)
- Nominierung als Beste Nebendarstellerin (Felicity Jones)
- Auszeichnung für die Beste Kamera (Lol Crawley)
- Nominierung für den Besten Schnitt (Dávid Jancsó)
- Auszeichnung für die Beste Filmmusik (Daniel Blumberg)
- Nominierung für das Beste Szenenbild (Judy Becker und Patricia Cuccia)

Palm Springs International Film Festival 2025
- Auszeichnung mit dem Desert Palm Achievement Award (Adrien Brody)[64]

Producers Guild of America Awards 2025
- Nominierung als Bester Film für den Darryl F. Zanuck Award[65]

Santa Barbara International Film Festival 2025
- Auszeichnung mit dem Cinema Vanguard Award (Adrien Brody)[64]

Satellite Awards 2025
- Auszeichnung als Bester Film
- Auszeichnung für die Beste Regie (Brady Corbet)
- Nominierung für das Beste Drehbuch (Brady Corbet und Mona Fastvold)
- Nominierung als Bester Hauptdarsteller (Adrien Brody)
- Auszeichnung als Bester Nebendarsteller (Guy Pearce)
- Nominierung für die Beste Kamera (Lol Crawley)
- Nominierung für den Besten Filmschnitt (Dávid Jancsó)
- Nominierung für das Beste Szenenbild (Judy Becker, Patricia Cuccia und Mercédesz Nagyváradi)
- Nominierung für die Beste Filmmusik (Daniel Blumberg)[66][67]

Screen Actors Guild Awards 2025
- Nominierung als Bester Hauptdarsteller (Adrien Brody)

Set Decorators Society of America Awards 2025
- Nominierung in der Kategorie Décor/Design of a Period Feature Film (Patricia Cuccia, Mercédesz Nagyváradi und Judy Becker)[68]

Society of Composers & Lyricists Awards 2025
- Auszeichnung für die Beste Filmmusik – Independent-Film (Daniel Blumberg)[69]

Tromsø International Film Festival 2025
- Nominierung im Internationalen Wettbewerb[70]